# Abatia microphylla
Abatia microphylla är en videväxtart som beskrevs av Paul Hermann Wilhelm Taubert. Abatia microphylla ingår i släktet Abatia och familjen videväxter. Inga underarter finns listade i Catalogue of Life.